# خسوس بروکال
خسوس بروکال (انگلیسی: Jesús Berrocal؛ زادهٔ ۵ فوریهٔ ۱۹۸۸) بازیکن فوتبال اهل اسپانیا است.
از باشگاه‌هایی که در آن بازی کرده‌است می‌توان به باشگاه فوتبال رئال مادرید سی، باشگاه فوتبال راسینگ سانتاندر، باشگاه فوتبال بوریرام یونایتد، باشگاه فوتبال رکریتیوو اوئلوا، باشگاه فوتبال رئال مادرید کاستیا، باشگاه فوتبال پومفرادینا، و باشگاه فوتبال گرانادا اشاره کرد.
وی همچنین در تیم ملی فوتبال زیر ۱۹ سال اسپانیا بازی کرده‌است.